# Фиолетово-чёрный (альбом)
Фиолетово-чёрный — музыкальный альбом, записанный рок-группой «Пикник» в 2001 году. Это второй сборник песен группы.

## Список композиций
| №   | Название                   | Длительность |
| --- | -------------------------- | ------------ |
| 1.  | «Ночь»                     | 5:46         |
| 2.  | «Вечер»                    | 5:06         |
| 3.  | «Великан»                  | 4:23         |
| 4.  | «Иероглиф»                 | 6:11         |
| 5.  | «Телефон»                  | 4:57         |
| 6.  | «Ты вся из огня»           | 4:22         |
| 7.  | «Лишь влюблённому вампиру» | 5:26         |
| 8.  | «Я невидим»                | 6:04         |
| 9.  | «Дай себя сорвать»         | 5:01         |
| 10. | «Немое кино»               | 3:29         |
| 11. | «Мы как трепетные птицы»   | 5:20         |
| 12. | «Я пущенная стрела»        | 4:36         |
| 13. | «Немного огня»             | 4:02         |
| 14. | «Фиолетово-чёрный»         | 4:10         |
| 15. | «Шарманка»                 | 5:06         |

## Участники записи
- Эдмунд Шклярский — вокал, все гитары
- Сергей Воронин — клавишные, аранжировки
- Леонид Кирнос — ударные
- Святослав Образцов — бас-гитара
- мастеринг — кристальная музыка
- фото — Алекс Федечко-Мацкевич
- живопись — Эдмунд Шклярский
- дизайн — Василий Гаврилов, Павел Семёнов (вгdesign)

## Интересные факты
- Песня «Шарманка» упоминается в романе Лукьяненко «Спектр»: главный герой, Мартин, слушает её вместе с братом.